# Sebaea sedoides
Sebaea sedoides är en gentianaväxtart som beskrevs av Ernest Friedrich Gilg. Sebaea sedoides ingår i släktet Sebaea och familjen gentianaväxter.

## Underarter
Arten delas in i följande underarter:
- S. s. confertiflora
- S. s. schoenlandii